# بحر المضارع
بَحْرُ المُضَارِعِ هو، لدى العروضيين، بحر شعري من البحور المشتركة بين العربية والفارسية. ووزنه مفاعيلن فاعلاتن غير أن العرب لم تستعمله إلا مكفوف الجزء الأول أي محذوف النون من مفاعيلن وهو نادر الاستعمال. وسمي بالمضارع لأنه ضَارَعَ المُقْتَضَبَ والمُجْتَثَّ، أي شَابَهَهُمَا.

## وزن بحر المضارع
وفقا لنظام الدوائر العروضية:
ولكن الشعراء لا تنظم عليه تاما، وهو مجزوء وجوبا بنظر العروضيين، فيصير الوزن: